# Часовой (остров)
Часово́й — остров архипелага Северная Земля. Административно относится к Таймырскому Долгано-Ненецкому району Красноярского края.
Расположен в центральной части архипелага между островами Комсомолец (в 4,5 километрах к северу от Часового) и Октябрьской Революции (в 3 километрах к югу) в восточной части пролива Красной Армии.
Имеет округлую форму около 200 метров в диаметре без существенных возвышенностей. Берега обрывистые, глубина моря у побережья острова — около 155 метров.